# ویکل
ویکل (به هلندی: Wijckel) یک منطقهٔ مسکونی در هلند است که در ده‌فریسکه مارن واقع شده‌است. ویکل ۶۴۵ نفر جمعیت دارد.